# Landesschutzrichtlinie
Die Landesschutzrichtlinie war eine in der Weimarer Republik am 26. April 1929 vom zweiten Kabinett Müller erlassene Richtlinie für den Landes- und Grenzschutz. 
Die Landesschutzrichtlinie stand im Zusammenhang mit dem 1928/29 von der Reichswehrführung erarbeiteten Plan zur Verdreifachung der Reichswehr, dem sogenannten A-Plan (Aufstellungsplan), der am 1. April 1930 in Kraft trat.
Die Richtlinie bestimmte, dass der Landes- und Grenzschutz auf die preußischen  Provinzen östlich der Oder zu beschränken war. Jegliche Landesschutzmaßnahmen westlich der Oder sollten reduziert werden. Die sozialdemokratisch geführte Landesregierung von Preußen unterstützte den Landesschutz (Braun-Heye-Abkommen 1927).
Zusammen mit den Aufrüstungsplänen für die Reichswehr und Reichsmarine (Schleicher-Programm 1930) waren die Maßnahmen zum Ausbau des Landes- und Grenzschutzes eine Teilmaßnahme für den zukünftigen Aufbau der deutschen Streitkräfte. Die Einschränkung des Landesschutzes in den westlichen Teilen des Reichsgebietes dagegen war eine Täuschungsmaßnahme gegenüber Frankreich.